# Lafayette (Steinmeteorit)
Koordinaten: 40° 25′ 0″ N, 86° 53′ 0″ W
Der Steinmeteorit Lafayette – offiziell Lafayette (stone) – ist ein 1931 in Lafayette im US-Bundesstaat Indiana aufgetauchter Marsmeteorit vom Typ Nakhlit mit einer Masse von 800 Gramm.
Mit Stand Juni 2015 war dieser Meteorit unter den 15 zu diesem Zeitpunkt in der Datenbank des Meteoritical Bulletin aufgeführten Nakhliten der mit der drittgrößten Masse.
Der größte Teil des Steins, darunter ein 602 g schweres Exemplar, befindet sich im U.S. National Museum der Smithsonian Institution (SI).
Dieser marsianische Steinmeteorit ist zu unterscheiden vom (offiziell nicht anerkannten) Eisenmeteorit gleichen Namens mit 11 g –  englisch Lafayette (iron).

## Fundgeschichte
1931 wurde in den Schubladen der geologischen Abteilung der Purdue University ein kleiner, relativ frischer Meteorit gefunden. Die Schmelzkruste seiner „Vorderseite“ war vollständig mit deutlichen, orientierten Fließlinien bedeckt, wie sie selbst bei bezeugten Meteoritenfällen selten zu sehen sind. 
Nachdem der Stein als Meteorit erkannt worden war, wurden natürlich Nachforschungen über die Herkunft angestellt. Es ist durchaus möglich, dass der Stein fast unmittelbar nach seinem Fall aus dem Schlamm eines kleinen Sees geborgen wurde. Es gab jedoch keine schriftlichen Aufzeichnungen über die Ankunft des Steins in der Universität, auch die Bemühungen, den Finder ausfindig zu machen, blieben erfolglos. 
Abgesehen von den unsicheren Umständen seiner Bergung wurden auch die außerordentlich ungewöhnliche und einzigartige Geochemie und Mineralogie von dieses Meteoriten erst nach mehreren Jahrzehnten erkannt, als Mason 1962 den Stein als einen pyroxenreichen Meteoriten, ähnlich dem Nakhla-Meteoriten (gefallen 1911 in Ägypten)  identifizierte. 
Der genaue Ort des Falls bleibt sind bis heute unbekannt (Stand Januar 2025).
Die wegen der mysteriösen Fundgeschichte aufkommende Vermutung, dass es sich bei Lafayette „nur“ um ein verlegtes Teilstück des Meteoriten Nakhla (bei MinDat heißt es „Nakhlit“) handeln könnte, wurde noch im Meteoritenkatalog von 1985 geäußert.

## Mineralogie
Der Steinmeteorit Lafayette ist dem Meteoriten Nakhla in der Tat recht ähnlich: beide sind Pyroxenite, die erhebliche Mengen an akzessorischem Olivin enthalten. Er gilt daher als Mitglied der Meteoritengruppe der Nakhlite, die selbst wieder dem sog. SNC-Clan (Shergottite-Nakhlite-Chassignite) unter den Marsmeteoriten angehören.
Lafayette selbst besteht aus Pyroxenen (~75 vol%, hauptsächlich Augit), etwas ungleichmäßig verteiltem Olivin (~15&nbbsp;vol%) und einer komplexeren Matrix oder Mesostase, die einige spät kristallisierende einige hydratisierte Phasen enthält. 
Augit kommt in der Form euhedralen (idiomorphen) Prismen vor, während Olivin in der Form anhedraler (xenomorpher) Körner vorkommt. Einige der akzessorischen Phasen (kleinere Anteile an Silikaten, Phosphaten, Opakern) sind in kumulativen Gesteinen nicht unüblich - und nachdem Lafayette als ein marsianisches Kumulat erkannt wurde, erscheinen diese Phasen recht unauffällig.

## Wassergehalt
Außergewöhnlich sind jedoch die hydratisierten (wasserhaltigen) Phasen von Lafayette. 
Man könnte erwarten, dass das Wasser in solchen hydratisierten Phasen eines Meteoriten aus der Zeit stammt, als er auf dem Boden, in der Erde oder im Wasser lag und dort Feuchtigkeit aufnehmen konnte. Die Textur von Lafayette deutet jedoch darauf hin, dass fast alle hydratisierten Phasen keine solchen irdischen Kontaminationen, sonder prä-terrestrischen Ursprungs  sind: es handelt sich um kleine Einschlüsse, geschützt in den sie umgebenden und selbst weitgehend intakt gebliebenen Pyroxen- und Olivinkörnern. Darüber hinaus deuten Analysen des Isotops Deuterium in diesen hydratisierten Phasen darauf hin, dass das meiste oder sogar fast alles Deuterium vom Mars stammt. Wie die Analysen zeigen, enthält Lafayette offenbar mindestens so viel Mars-Hydratwasser wie andere Marsmeteoriten auch - vielleicht sogar mehr.
Damit ist der Lafayette-Steinmeteorit einer der besten Indikatoren dafür, dass die heute in den Wüsten des Mars liegenden Gesteine weit über alle früheren Erwartungen hinaus Wasser ausgesetzt waren.

## Altersbetimmungen
Das Kristallisationsalter von Nakhliten liegt den Untersuchungen zufolge bei ca. 1,3 Milliarden Jahren (Ga). Mehrere Nakhlite und zwei Chassignite weisen ein Alter von ca. 10 Millionen Jahren (Ma) auf, was darauf hindeutet, dass diese möglicherweise in einem einzigen Einschlag aus dem Mars herausgeschleudert worden sind.
Im Jahr 2024 veröffentlichten Marissa M. Tremblay et al. eine genauere Analyse des Meteoriten.
Dabei ging es bei dem aus dem marsianischen Amazonium stammenden Meteoriten insbesondere um die schwierige Frage, wann die Hadratisierung dieser Bestandteile stattgefunden hat und damit um den Zeitpunkt, zu dem flüssiges Wasser in der Planetenkruste verfügbar war. 
Neue Ar-40/A-39r-Daten für das in ihm enthaltene Mineral Iddingsit zeigten, dass diese Minerale vor 742 ± 15 Millionen Jahren (Ma) aus flüssigem Wasser ausgefällt wurden. Dieses Alter ist die bisher präziseste Einschränkung der Wasser-Gestein-Interaktion auf dem Mars. Die Autoren schlossen weiter, dass magmatische Aktivität vermutlich das Aufschmelzen des lokalen Permafrosts auslöste und zur Veränderung dieses und anderer Nakhlite führte.